# Dibyendu Barua
Dibyendu Barua, język asamski দিব্যেন্দু বড়ুয়া (ur. 27 października 1966 w Kalkucie) – indyjski szachista, drugi w historii (po Viswanathanie Anandzie) arcymistrz tego kraju (tytuł otrzymał w 1991 roku).

## Kariera szachowa
W wieku 12 lat został najmłodszym w historii uczestnikiem indywidualnych mistrzostw Indii. W turniejach finałowych startował wielokrotnie, w latach 1983, 1998 i 2001 zdobywając złote medale. Trzykrotnie reprezentował swój kraj na mistrzostwach świata juniorów, w kategoriach do 16 lat (Embalse 1981, dz. III m. za Stuartem Conquestem i Ennio Arlandim, wspólnie z Carlosem Matamorosem) oraz do 20 lat (Dortmund 1980, dz. VI m. oraz Gausdal 1986, dz. X m.).
Mając 16 lat zyskał w środowisku szachowym rozgłos dzięki zwycięstwu nad Wiktorem Korcznojem (wówczas wicemistrzem świata) na turnieju Lloyds Bank w Londynie w 1982 roku. Był to największy indywidualny sukces hinduskiego szachisty w pojedynczej partii od czasu zwycięstwa Mir Sultana Khana nad José Raúlem Capablanką w Hastings w edycji 1930/1931. Między innymi za to osiągnięcie w 1983 r. został laureatem nagrody Arjuna Award.
Pomiędzy 1988 a 2000 r. brał udział we wszystkich w tym okresie rozegranych siedmiu szachowych olimpiadach (w tym trzykrotnie na I szachownicy), w 1990 r. zdobywając złoty medal za indywidualny wynik na II szachownicy. Był również dwukrotnym reprezentantem kraju na drużynowe mistrzostwa Azji, na których zdobył 3 medale: srebrny (2003) i brązowy (1983) wraz z drużyną oraz brązowy za wynik indywidualny (1983, na I szachownicy).
Do innych jego sukcesów w turniejach międzynarodowych należą:
- I m. w Londynie (1989),
- I m. w Kalkucie (1991),
- dz. II m. w Cebu City (1992, za Ianem Rogersem, wspólnie z Niazem Murshedem i Rogelio Barcenillą),
- I m. w Madras (1995, turniej strefowy),
- II m. w Teheranie (1998, mistrzostwa Azji, za Rustamem Kasimdżanowem),
- dz. II m. w Dhace (2002, za Drazenem Sermkiem, wspólnie z Reefatem Bin-Sattarem i Leifem Erlendem Johannessenem),
- dz. I m. w Jamshedpurze (2003, wspólnie z Aleksandrem Fominychem),
- dz. II m. w Bombaju (2003, za Nguyễnem Anhem Dũngiem, wspólnie z Rustamem Kasimdżanowem, Jewgienijem Władimirowem, Saidali Juldaczewem i Subbaraman Vijayalakshmi; w turnieju tym zdobył tytuł mistrza Wspólnoty Narodów),
- II m. w Arnhem (2007, za Amonem Simutowe).

Uczestniczył we wszystkich pięciu pucharowych turniejach o mistrzostwo świata, za każdym razem przegrywając swoje pojedynki w I rundach: 1997 – ze Zbynkiem Hrackiem, 1999 – z Aleksandrem Chalifmanem, 2000 – z Jewgienijem Władimirowem, 2001 – z Joelem Lautierem oraz 2004 – Aleksandrem Grafem.
Na początku lat 90. XX wieku klasyfikowany był pod koniec pierwszej setki na światowych listach FIDE (dzielone 93. miejsce na liście 01.07.1991 r. z wynikiem 2550 pkt oraz dzielone 97. miejsce na liście 01.01.1992 r. z wynikiem 2555 pkt). Najwyższy ranking w karierze osiągnął 1 lipca 2003 r., z wynikiem 2561 punktów zajmował wówczas trzecie miejsce (za Viswanathanem Anandem i Krishanem Sasikiranem) wśród indyjskich szachistów.